# ألان ميلبورن
ألان ميلبورن (بالإنجليزية: Alan Milburn) هو سياسي بريطاني، ولد في 27 يناير 1958 في المملكة المتحدة. حزبياً، نشط في حزب العمال.

## مناصب
- في الانتخابات العامة في المملكة المتحدة 1992 [الإنجليزية]‏، انتخب عضو البرلمان الحادي والخمسون للمملكة المتحدة عن دائرة دارلينغتون خلال فترته النيابية ‏ (9 أبريل 1992 – 8 أبريل 1997).
- في الانتخابات العامة في المملكة المتحدة 1997 [الإنجليزية]‏، انتخب عضو البرلمان الثاني والخمسون للمملكة المتحدة عن دائرة دارلينغتون وقد انضم خلال فترته النيابية ‏ (1 مايو 1997 – 14 مايو 2001) للكتلة البرلمانية حزب العمال.
- في الانتخابات العامة في المملكة المتحدة 2001، انتخب عضو برلمان المملكة المتحدة الـ53 عن دائرة دارلينغتون وقد انضم خلال فترته النيابية ‏ (7 يونيو 2001 – 11 أبريل 2005) للكتلة البرلمانية حزب العمال.
- في الانتخابات العامة في المملكة المتحدة 2005، انتخب عضو برلمان المملكة المتحدة الـ54 عن دائرة دارلينغتون وقد انضم خلال فترته النيابية ‏ (5 مايو 2005 – 12 أبريل 2010) للكتلة البرلمانية حزب العمال.
- انتخب عضو مجلس الشورى البريطاني.
- انتخب وزير ديوان مجلس الوزراء [الإنجليزية]‏ (8 سبتمبر 2004 – 6 مايو 2005).
- انتخب السكرتير الأول للخزانة [الإنجليزية]‏ (23 ديسمبر 1998 – 11 أكتوبر 1999).
- انتخب Secretary of State for Health and Social Care [الإنجليزية]‏ (11 أكتوبر 1999 – 13 يونيو 2003).